# M/S Disko, Gertrud Rask, Lauge Koch
|  | Denne artikel er oprettet af botten Steenthbot ud fra en ekstern database. Den kan derfor have sproglige fejl eller mangler. Denne skabelon kan fjernes efter kontrol af indholdet. |

M/S Disko, Gertrud Rask, Lauge Koch er en dansk dokumentarfilm fra 1933.

## Handling
M/S Disko's afgang fra den Kgl. Grønlandske Plads 1.April 1933/ Gertrud Rasks Afrejse 9.April 1933/ Fra Lauge Koch Ekspeditionens Afrejse til Chr d.Xs Land 8.Juni 1933
Yderligere oplysninger i de to blå mapper om Nationalmuseets film.